# Beris potanini
Beris potanini är en tvåvingeart som beskrevs av Pleske 1926. Beris potanini ingår i släktet Beris och familjen vapenflugor. Inga underarter finns listade i Catalogue of Life.